# Huish Champflower
Huish Champflower är en by och en civil parish i Somerset i England. Orten har 301 invånare (2011). Byn nämndes i Domedagsboken (Domesday Book) år 1086, och kallades då Hiwis/Hiwys.